# Hemrik (Opsterland)
Hemrik (Fries: De Himrik) is een dorp in de gemeente Opsterland, in de Nederlandse provincie Friesland.
Het ligt ten zuiden van Drachten en ten oosten van Gorredijk. In 2023 had het dorp 755 inwoners. Onder het dorp vallen ook de buurtschappen Hemrikerverlaat, Sparjebird (grotendeels) en Welgelegen (klein deeltje).
Hemrik ligt vlak bij de Opsterlandse Compagnonsvaart, ook wel Turfroute genoemd.

## Geschiedenis
De plaats wordt voor het eerst vermeld in 1315 als Hemericke. In 1505 komt de spelling Hemryck voor. In 1315 zou er al een kapelletje in Hemrik hebben gestaan.
De naam komt van het Oud-Friese hemrie en betekent marke; "gemeenschappelijke grond" of "dorpsgebied".
In 1840 had het dorp 352 inwoners.

## Kerk
In het centrum van Hemrik staat een kerkje uit 1739, omgeven door een begraafplaats met grafkelder van een welgestelde familie. Hier staat ook een van de klokkenstoelen in Friesland, met een klok uit 1494.

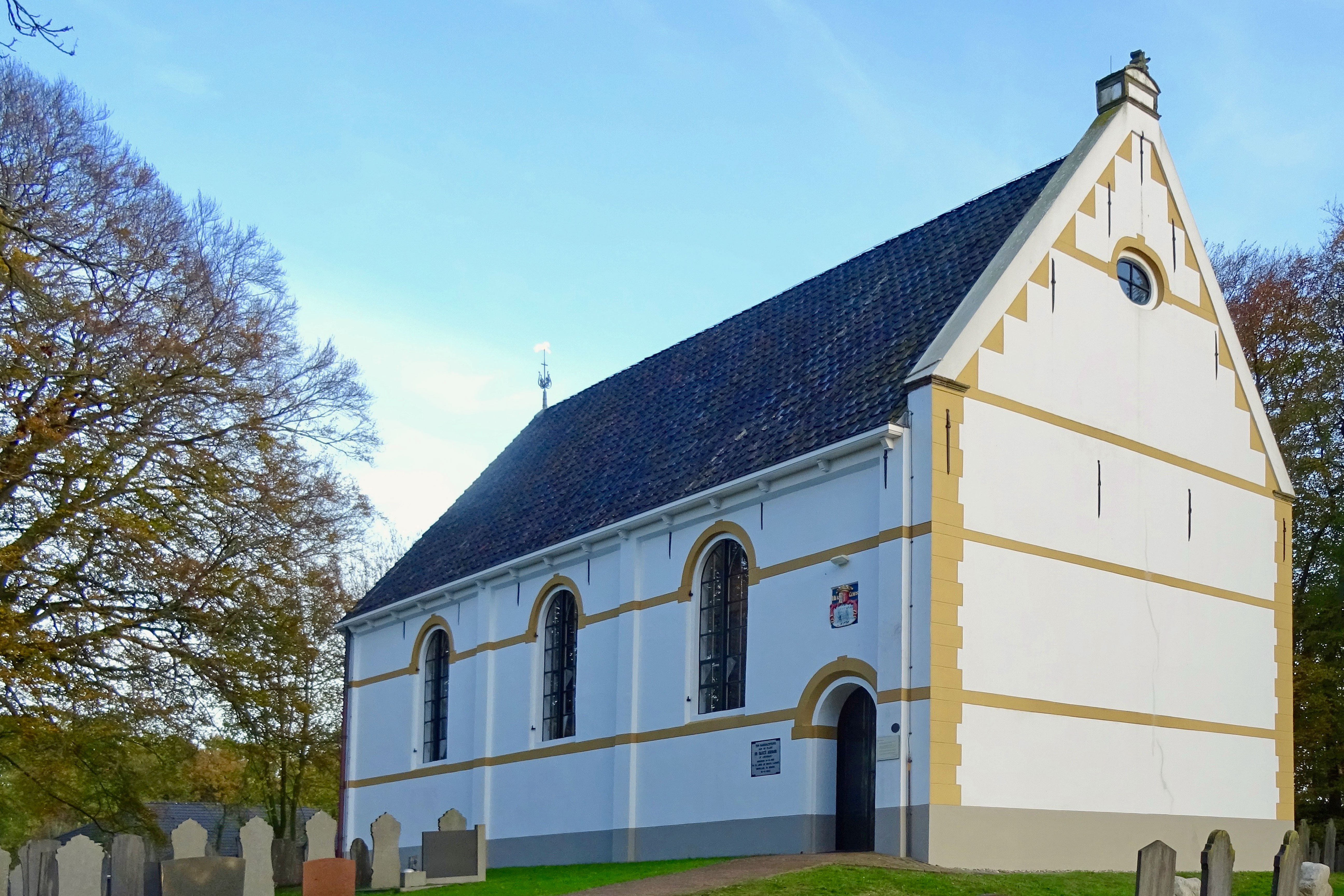
Witte Kerk
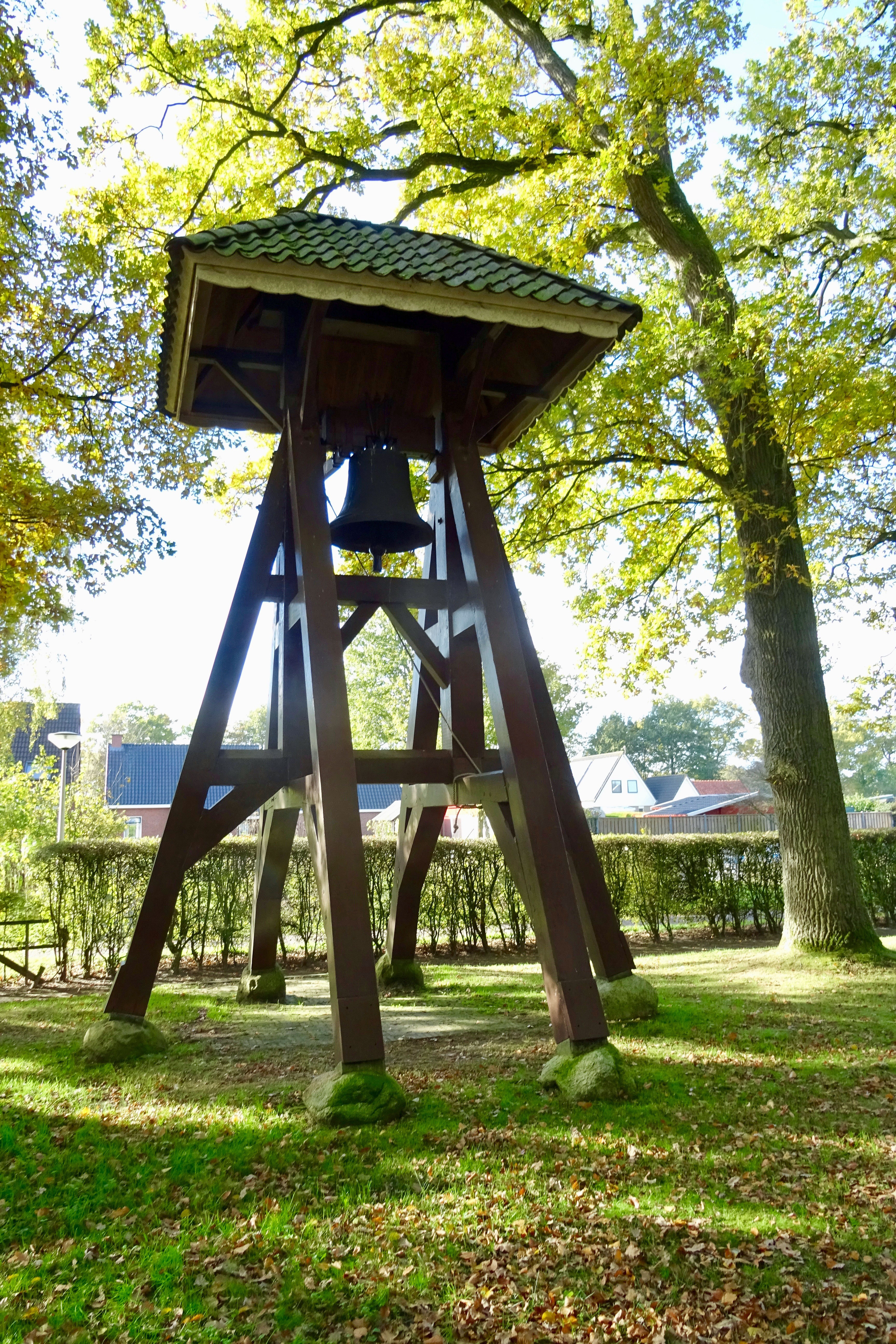
Klokkenstoel

## Voorzieningen
Het dorp heeft lange tijd twee basisscholen gekend, een openbare en een christelijke, maar de christelijke school sloot in 2007 de deuren. Het dorp beschikt over een dorpshuis met sportvelden en een Fries Paardencentrum. Er zijn geen supermarkten maar wel een winkel waar klompen en visgerei wordt verkocht. Voorts is er een enkele horecagelegenheid gevestigd. Het dorp heeft tevens een eigen ijsbaan en een openluchtzwembad.

## Omgeving
De omgeving kenmerkt zich door weilanden met boswallen (coulisselandschap) verder zijn er diverse bossen waar gewandeld kan worden. Een heidelandschap en een vallei rond de rivier de Boorne (Ouddiep) maken de variatie compleet.